# Pseudagrion serrulatum
Pseudagrion serrulatum – gatunek ważki z rodziny łątkowatych (Coenagrionidae).